# Leichtathletik-Europameisterschaften 1986/10.000 m der Männer

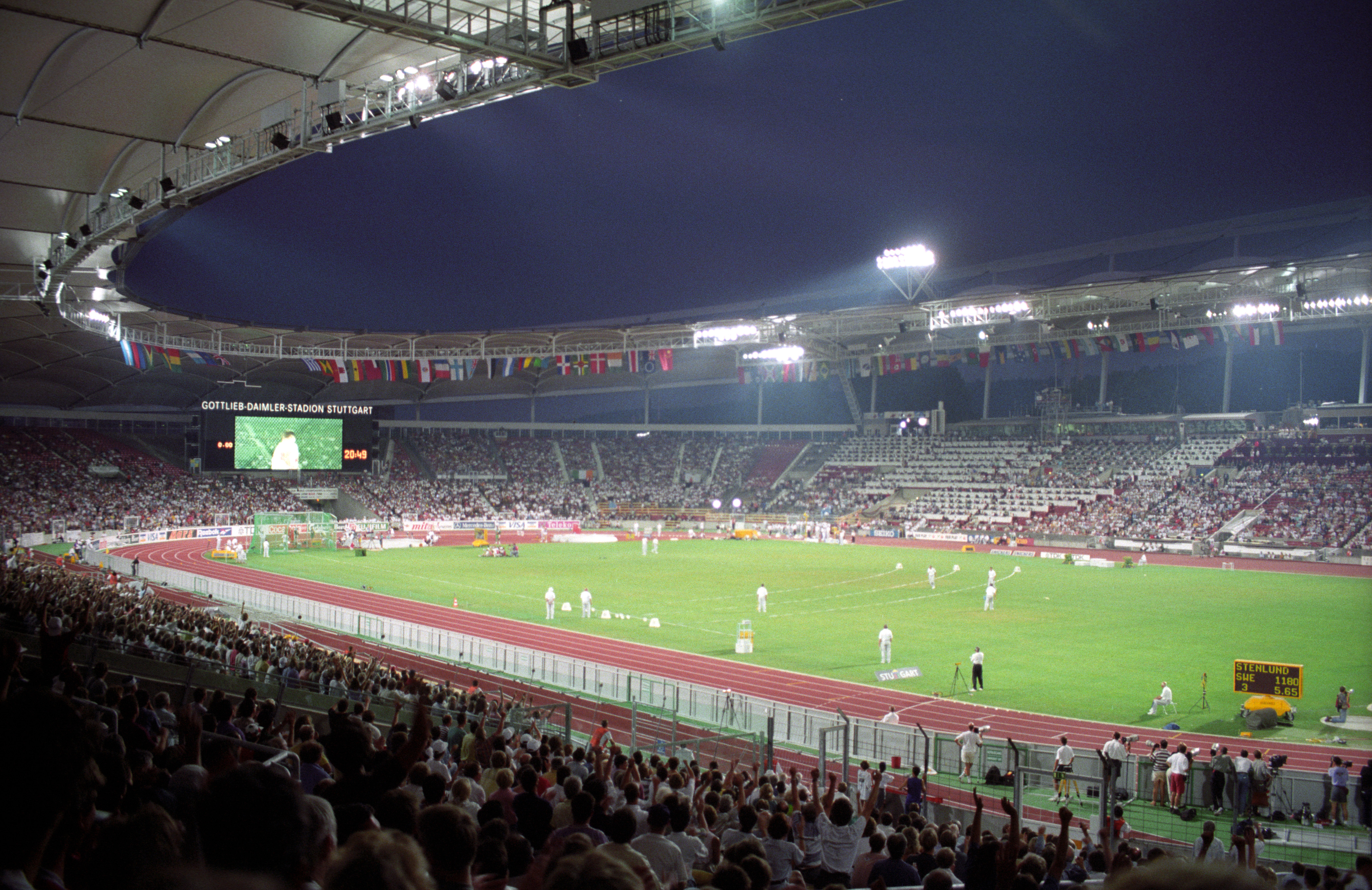
Das Stuttgarter Neckarstadion (heute MHPArena) bei den Leichtathletik-Weltmeisterschaften 1993

Der 10.000-Meter-Lauf der Männer bei den Leichtathletik-Europameisterschaften 1986 wurde am 26. August 1986 im Stuttgarter Neckarstadion ausgetragen.
In diesem Wettbewerb konnten die italienischen Läufer einen Dreifachsieg feiern. Europameister wurde überraschend Stefano Mei, der fünf Tage später über 5000 Meter Silber gewann. Den zweiten Platz belegte der favorisierte Titelverteidiger, Weltmeister 1983 und Olympiasieger 1984 Alberto Cova. Bronze ging an Salvatore Antibo.

## Bestehende Rekorde
| Weltrekord           | 27:13,81 min | Fernando Mamede | Stockholm, Schweden       | 2. Juni 1984    |
| Europarekord         | 27:13,81 min | Fernando Mamede | Stockholm, Schweden       | 2. Juni 1984    |
| Meisterschaftsrekord | 27:30,99 min | Martti Vainio   | EM Prag, Tschechoslowakei | 29. August 1978 |

Der bestehende EM-Rekord wurde bei diesen Europameisterschaften nicht erreicht. Mit seiner Siegerzeit von 27:56,79 min blieb der italienische Europameister Stefano Mei 25,80 s über dem Rekord. Zum Welt- und Europarekord fehlten ihm 42,98 s.

## Durchführung
Wie auf der längsten Bahndistanz üblich gab es keine Vorrunde, alle 24 Teilnehmer starteten in einem gemeinsamen Finale.

## Finale

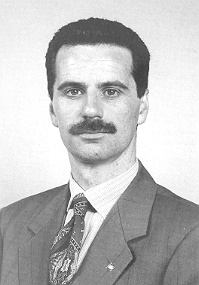
Als Favorit ins Rennen gegangen belegte der Titelverteidiger, Weltmeister 1983 und Olympiasieger 1984 Alberto Cova Rang zwei

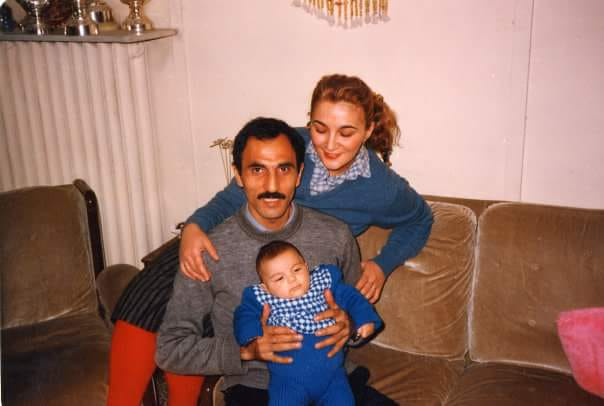
Yurdadön (hier mit Familie) wurde Neunzehnter in diesem Rennen

26. August 1982, 21:10 Uhr
| Platz | Name               | Nation           | Zeit (min) |
| ----- | ------------------ | ---------------- | ---------- |
| 1     | Stefano Mei        | Italien          | 27:56,79   |
| 2     | Alberto Cova       | Italien          | 27:57,93   |
| 3     | Salvatore Antibo   | Italien          | 28:00,25   |
| 4     | Mats Erixon        | Schweden         | 28:01,50   |
| 5     | Domingos Castro    | Portugal         | 28:01,62   |
| 6     | John Treacy        | Irland           | 28:04,10   |
| 7     | Martti Vainio      | Finnland         | 28:08,72   |
| 8     | Jean-Louis Prianon | Frankreich       | 28:12,29   |
| 9     | Gerhard Hartmann   | Österreich       | 28:16,25   |
| 10    | Steve Harris       | Großbritannien   | 28:16,79   |
| 11    | Dionísio Castro    | Portugal         | 28:17,46   |
| 12    | Steve Binns        | Großbritannien   | 28:17,90   |
| 13    | Ivan Uvízl         | Tschechoslowakei | 28:20,86   |
| 14    | Carl Thackery      | Großbritannien   | 28:33,63   |
| 15    | Christoph Herle    | BR Deutschland   | 28:44,10   |
| 16    | Lubomír Tesáček    | Tschechoslowakei | 28:48,61   |
| 17    | Lars-Erik Nilsson  | Schweden         | 28:59,41   |
| 18    | Santiago Llorente  | Spanien          | 29:00,42   |
| 19    | Mehmet Yurdadön    | Türkei           | 29:33,35   |
| 20    | Geir Kvernmo       | Norwegen         | 29:34,17   |
| 21    | Ezequiel Canário   | Portugal         | 32:10,46   |
| DNF   | Cor Lambregts      | Niederlande      |            |
| DNF   | Paul Arpin         | Frankreich       |            |
| DNF   | Hansjörg Kunze     | DDR              |            |

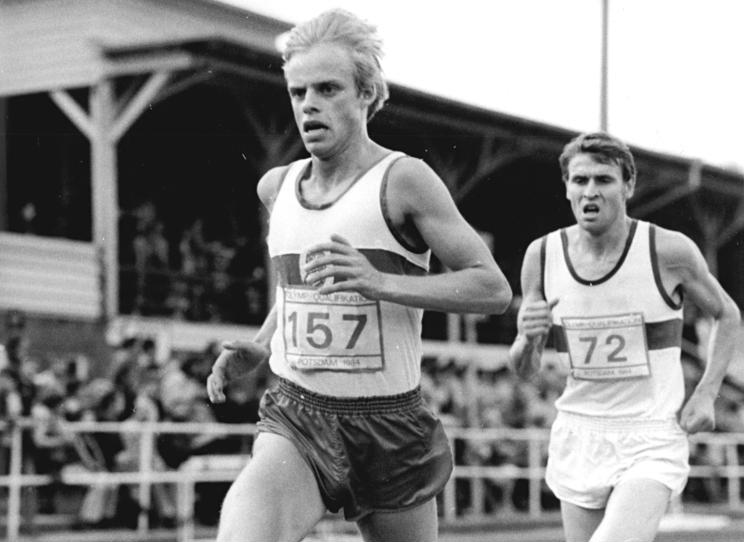
Hansjörg Kunze kam hier nicht ins Ziel – 1988 wurde er Olympiadritter über 5000 Meter

## Videolinks
- Italian 1-2-3;10K,1986 European Championships,Stuttgart, www.youtube.com, abgerufen am 12. Dezember 2022
- 1986 European Athletics Championship 10000m Men's Final, Stefano Mei, John Treacy, www.youtube.com, abgerufen am 12. Dezember 2022